# Bühler Moos
Das Bühler Moos ist ein mit Verordnung vom 23. Oktober 1997 des Regierungspräsidiums Freiburg ausgewiesenes Naturschutzgebiet (NSG-Nummer 3.238) im Nordosten der Gemeinde Öhningen im baden-württembergischen Landkreis Konstanz in Deutschland.

## Lage
Das rund 24 Hektar große Naturschutzgebiet Bühler Moos gehört naturräumlich zum Hegau. Es liegt auf einer durchschnittlichen Höhe von 525 m ü. NHN am südexponierten Hangbereich des Schiener Bergs und befindet sich zwischen dem Waldgebiet „Aspenholz“ im Norden sowie dem Klingerbach im Süden und reicht von den Gewannen „Fohlenwaid“ und „Steinetenweg“ im Westen zum „Bühler Moos“ im Osten.

## Lebensräume
Folgende, nach Richtlinie 92/43/EWG (Fauna-Flora-Habitat-Richtlinie) beschriebene Lebensräume sind im Schutzgebiet erfasst:
- Natürliche und halbnatürliche Fließgewässerabschnitte
- Trespen-Schwingel-Kalk-Trockenrasen; besondere Bestände mit bemerkenswerten Orchideen
- Pfeifengraswiesen auf kalkreichem Boden und Lehmboden (Eu-Molinion)
- Feuchte Hochstaudenfluren
- Magere Flachland-Mähwiesen
- Kalktuffquellen
- Kalkreiche Niedermoore

## Schutzzweck
Wesentlicher Schutzzweck des Naturschutzgebiets ist die Erhaltung, Pflege und Entwicklung eines für den Südhang des Schiener Berges repräsentativen Hangabschnittes mit schützenswerten Moor- und Grünlandgesellschaften, Gebüschen und kleinen Waldgebieten als Lebensraum zahlreicher seltener, zum Teil stark gefährdeter Tier- und Pflanzenarten sowie als vielfältiger Natur- und Kulturraum von besonderer Eigenart und Schönheit.
Weiterer Schutzzweck ist die Beibehaltung und Entwicklung einer extensiven Wiesen- und Weidenutzung, insbesondere im räumlichen Verbund mit dem westlich anschließenden Naturschutzgebiet Hangried Schrännen.

### Zusammenhängende Schutzgebiete
Mit dem Naturschutzgebiet Bühler Moos sind das NSG Hangried Schrännen (3.181), das Landschaftsschutzgebiet Schienerberg (3.35.006) sowie das FFH-Gebiet Schiener Berg und westlicher Untersee (8319341) als zusammenhängende Schutzgebiete ausgewiesen.

## Flora und Fauna

### Flora
Im Schutzgebiet sind folgende, nach Familien sortierte Arten (Auswahl) nachgewiesen:
- Dreizackgewächse (Juncaginaceae)
  - Sumpf-Dreizack
- Enziangewächse (Gentianaceae)
  - Echtes Tausendgüldenkraut, Frühlings-Enzian, Gewöhnlicher Fransenenzian, Schlauch-Enzian
- Glockenblumengewächse (Campanulaceae)
  - Knäuel-Glockenblume
- Hahnenfußgewächse (Ranunculaceae)
  - Schwarzviolette Akelei
- Hülsenfrüchtler (Fabaceae)
  - Berg-Klee, Spargelerbse
- Korbblütler (Asteraceae)
  - Berg-Aster, Ochsenauge, Weidenblättriger Alant
- Lippenblütler (Lamiaceae)
  - Wald-Bergminze
- Natternzungengewächse (Ophioglossaceae)
  - Gewöhnliche Natternzunge
- Nelkengewächse (Caryophyllaceae)
  - Kartäusernelke
- Orchideen (Orchidaceae)
  - Bienen-Ragwurz, Brand-Knabenkraut, Fleischfarbenes Knabenkraut, Fliegen-Ragwurz, Geflecktes Knabenkraut, Großes Zweiblatt, Grünliche Waldhyazinthe, Helm-Knabenkraut, Hummel-Ragwurz, Kleines Knabenkraut, Männliches Knabenkraut, Mücken-Händelwurz, Pyramiden-Hundswurz, Traunsteiners Knabenkraut, Wohlriechende Händelwurz, Zweiblättrige Waldhyazinthe
- Primelgewächse (Primulaceae)
  - Echte Schlüsselblume, Hohe Schlüsselblume, Mehlprimel
- Sandelholzgewächse (Santalaceae)
  - Wiesen-Leinblatt
- Spindelbaumgewächse (Celastraceae)
  - Sumpf-Herzblatt
- Veilchengewächse (Violaceae)
  - Hunds-Veilchen
- Wasserschlauchgewächse (Lentibulariaceae)
  - Gemeines Fettkraut
- Windengewächse (Convolvulaceae)
  - Quendel-Seide
- Yamswurzelgewächse (Dioscoreaceae)
  - Gemeine Schmerwurz

### Fauna
Der große Artenreichtum, die Vielzahl zum Teil seltener Blütenpflanzen, vor allem in den Halbtrockenrasen, und die vielfältigen, oft wärmebegünstigten Standortsverhältnisse sind die Grundlage für die große Bedeutung des Gebietes für blütenbesuchende Insekten, insbesondere Schmetterlings- und Hautflügler-Arten wie Baldrian-Scheckenfalter und Hufeisenklee-Widderchen.
Die Sickerfluren und Quellabflüsse sind Lebensraum zahlreicher Libellenarten. Einige stark gefährdete und vom Aussterben bedrohte Arten konnten hier nachgewiesen werden, darunter der Kleine Blaupfeil und die Zweigestreifte Quelljungfer.
Auch Vogelarten profitieren vom Strukturreichtum des Gebietes, so stellt das Bühler Moos unter anderem für den Neuntöter einen idealen Lebensraum dar.